# Star One C2
O Star One C2 é um satélite artificial de comunicação geoestacionário brasileiro construído pela Alcatel Alenia Space que atualmente está localizado na posição orbital de 65 graus de longitude oeste, operando nas bandas C e Ku, pertencente à Embratel (Claro).O satélite foi baseado na plataforma Spacebus-3000B3 e sua expectativa de vida útil é de 15 anos.
O satélite possui polarização linear e a capacidade de 28 transponders em banda C (receptores e transmissores de sinais) em Banda C, 16 em banda Ku e um banda X.
A Banda C garante a oferta de sinais de voz, TV, rádio e dados, incluindo internet. A Banda Ku possibilita serviços de transmissão de vídeo diretamente aos usuários, além de internet e telefonia em localidades remotas. A banda X é uma frequência exclusiva para uso militar.

## História
Em janeiro de 2005 a Alcatel Alenia Space assinou um contrato com a Star One, uma empresa operadora de satélites de telecomunicações subsidiária da Embratel, para a construção do satélite Star One C2. O satélite carrega 45 transponders: 28 de banda C, 16 em banda Ku e um banda X.
O satélite que está localizado na posição orbital de 70 graus de longitude oeste, onde ele substitui em junho de 2008 o satélite Brasilsat B4, vindo da posição de 92 graus oeste, que havia substituído o Brasilsat B1 em fevereiro de 2007, que estava em final de vida útil, na banda C, atualmente o Star One C2 oferece cobertura para a América do Sul, México e Flórida para as transmissões de televisão e telefonia. A Alcatel divulgou que o contrato foi avaliado em US $ 150 milhões.
Até o setembro de 2021, o Star One C2 esteve implantado na posição orbital de 70 graus de longitude oeste que é considerada a hot position brasileira por transmitir os sinais das maiores emissoras de televisão do país e ainda possuir um parque de 24 a 30 milhões de antenas parabólicas apontadas, quando o satélite foi substituído pelo Star One D2 e transferido para 65 graus oeste.

## Lançamento
O satélite foi lançado com sucesso ao espaço no dia 18 de abril de 2008, às 22:17 UTC, por meio de um veículo Ariane 5 ECA a partir do Centro Espacial de Kourou, na Guiana Francesa, juntamente com o satélite Vinasat-1. Ele tinha uma massa de lançamento de 4100 kg.

## Capacidade e cobertura
O Star One C2 está equipado com 28 transponders em banda C, 16 em banda Ku, e um em banda X para fornecer serviços de telecomunicações como; Internet, TV, rádio, serviços digitais e telefonia para o Brasil, América do Sul e México.